# اوگاندا در المپیک تابستانی ۲۰۲۴
کاروان المپیکی اوگاندا، متشکل از ۲۴ ورزشکار، یکی از کاروان‌های شرکت‌کننده در بازی‌های المپیک تابستانی ۲۰۲۴ بود. این بازی‌ها از ۲۶ ژوئیه تا ۱۱ اوت ۲۰۲۴ (۵ تا ۲۱ مرداد ۱۴۰۳ خورشیدی) به میزبانی پاریس برگزار شد.
اوگاندایی‌ها پس از نخستین حضور در المپیک تابستانی ۱۹۵۶ به جز در المپیک تابستانی ۱۹۷۶ (به دلیل تحریم کانگولوز)، در تمامی ادوار پس از آن شرکت کرده‌اند. در این دوره، برخی کشورهای آفریقایی به حضور نیوزیلند به دلیل مسابقه دادن تیم راگبی آن با تیم آفریقای جنوبی که تحت سلطهٔ نظام آپارتاید بود، معترض بودند. در پی بی‌توجهی کمیته بین‌المللی المپیک به اعتراض آنها، بالغ بر ۲۰ کشور (غالبا آفریقایی) تصمیم به تحریم آن دوره کردند.
ورزشکار مارتن اوگاندا، ربکا چپتگی در پی یک درگیری با دوست‌پسرش در شهر الدورت کنیا کشته شد. جسد او پس از مرگ توسط وی سوزانده شد.
این کاروان با کسب یک مدال طلا و یک مدال برنز، به همراه بوتسوانا، شیلی و سنت لوسیا در جایگاه پنجاه و پنجم جدول نهایی المپیک ۲۰۲۴ قرار گرفت.

## مدال‌آوران
| مدال | ورزشکار     | ورزش        | ماده                 | تاریخ |
| ---- | ----------- | ----------- | -------------------- | ----- |
| طلا  | جاشوا چپتگی | دو و میدانی | ۱۰۰۰۰ متر مردان      | ۲ اوت |
| نقره | پروت چموتای | دو و میدانی | ۳۰۰۰ متر بامانع زنان | ۶ اوت |

| مدال براساس ورزش | مدال براساس ورزش            | مدال براساس ورزش              | مدال براساس ورزش              | مدال براساس ورزش |
| ---------------- | --------------------------- | ----------------------------- | ----------------------------- | ---------------- |
| ورزش             | 1st place, gold medalist(s) | 2nd place, silver medalist(s) | 3rd place, bronze medalist(s) | کل               |
| دو و میدانی      | ۱                           | ۰                             | ۰                             | ۲                |
| کل               | ۱                           | ۱                             | ۰                             | ۲                |

| مدال براساس جنسیت | مدال براساس جنسیت           | مدال براساس جنسیت             | مدال براساس جنسیت             | مدال براساس جنسیت |
| ----------------- | --------------------------- | ----------------------------- | ----------------------------- | ----------------- |
| جنسیت             | 1st place, gold medalist(s) | 2nd place, silver medalist(s) | 3rd place, bronze medalist(s) | کل                |
| مردان             | ۱                           | ۰                             | ۰                             | ۱                 |
| زنان              | ۰                           | ۱                             | ۰                             | ۱                 |
| مختلط             | ۰                           | ۰                             | ۰                             | ۰                 |
| کل                | ۱                           | ۱                             | ۰                             | ۲                 |

| مدال براساس تاریخ | مدال براساس تاریخ           | مدال براساس تاریخ             | مدال براساس تاریخ             | مدال براساس تاریخ |
| ----------------- | --------------------------- | ----------------------------- | ----------------------------- | ----------------- |
| تاریخ             | 1st place, gold medalist(s) | 2nd place, silver medalist(s) | 3rd place, bronze medalist(s) | کل                |
| ۲ اوت             | ۱                           | ۰                             | ۰                             | ۱                 |
| ۶ اوت             | ۰                           | ۱                             | ۰                             | ۱                 |
| کل                | ۱                           | ۱                             | ۰                             | ۲                 |

## شرکت‌کنندگان
ورزشکاران اوگاندایی در ۴ ورزش زیر شرکت داشتند.
| ورزش        | مردان | زنان | مجموع |
| ----------- | ----- | ---- | ----- |
| دو و میدانی | ۹     | ۱۱   | ۲۰    |
| دوچرخه‌سواری | ۱     | ۰    | ۱     |
| روئینگ      | ۰     | ۱    | ۱     |
| شنا         | ۱     | ۱    | ۲     |
| مجموع       | ۱۱    | ۱۳   | ۲۴    |